# باول ر. إيفانز
باول ر. إيفانز (بالإنجليزية: Paul R. Evans)‏ هو نحات أمريكي، ولد في 20 مايو 1931، وتوفي في 7 مارس 1987.